# Pinar del Río
Pinar del Río è un comune di Cuba, capoluogo della provincia omonima, situato nella parte occidentale del paese nei pressi dell’Avana. Deve il suo nome alla grande quantità di pini presenti sul territorio. La zona è anche conosciuta per annoverare il maggior numero di aree protette di tutta l’isola di Cuba; tra esse spiccano il Parque Nacional de Viñales e la Península de Guanahacabibes, rinomata per la presenza di specie uniche come le tartarughe marine, osservabili principalmente tra il mese di maggio e di agosto.
In questa zona si trova la maggiore produzione di tabacco, che ne fa il centro dell'industria dei sigari, con l'80% della produzione totale. Una delle piantagioni principali localizzate nella città è quella di Alejandro Robaina, lavorata dai guajiros e situata nella parte occidentale del comune. La cultura del tabacco viene definita guajira, termine derivante dal nome dei tradizionali contadini dell’isola.
Anticamente era conosciuta come Nueva Filipinas.

## Storia
Pinar del Río è stata una delle ultime grandi città di Cuba fondata dagli spagnoli, il 10 settembre 1867. La città e la provincia sono state fondate come Nuevas Filipinas (Nuove Filippine) in risposta a un afflusso di lavoratori asiatici provenienti dalle Isole Filippine per lavoro nelle piantagioni di tabacco.
La storia di Pinar del Río inizia con i Guanahatabey, un gruppo di nativi nomadi che vivevano nelle caverne e si procuravano la maggior parte del loro sostentamento dal mare. Meno avanzati degli altri nativi indigeni che vivevano sull'isola, i Guanahatabey erano un gruppo pacifico e passivo la cui cultura nacque in gran parte indipendentemente dalle culture Taino e Siboney più a est. I Guanahatabey erano estinti al momento dell'arrivo degli spagnoli nel 1492; rimane poca documentazione di prima mano su come fosse strutturata e organizzata l'arcaica società di Guanahatabey, sebbene alcuni siti archeologici siano stati trovati nella penisola di Guanahacabibes.
Dopo Colombo, i conquistadores lasciarono l'aspra Pinar del Río in gran parte a se stessa e l'area si sviluppò, in modo lento e discontinuo, solo dopo che gli isolani delle Canarie iniziarono ad arrivare alla fine del 1500. Questi canari divennero i coltivatori di tabacco della regione. Originariamente era chiamata Nueva Filipina (Nuove Filippine), ma fu ribattezzata Pinar del Río nel 1778, presumibilmente per le folte pinete lungo il Río Guama. Piantagioni di tabacco e allevamenti di bestiame sorsero rapidamente nel fertile terreno, insieme ai pascoli aperti che caratterizzano Pinar. Gli agricoltori che si guadagnavano da vivere con i raccolti ben curati venivano chiamati colloquialmente Guajiros, una parola autoctona che significa "uno di noi". Verso la metà del 1800 gli europei si appassionarono alla profumata erba e la regione fiorì. Si aprirono le rotte marittime e si ampliarono le ferrovie per facilitare la spedizione del prodotto deperibile.
Pinar del Río è conosciuta come "la Mecca del tabacco".

## Monumenti e luoghi di interesse

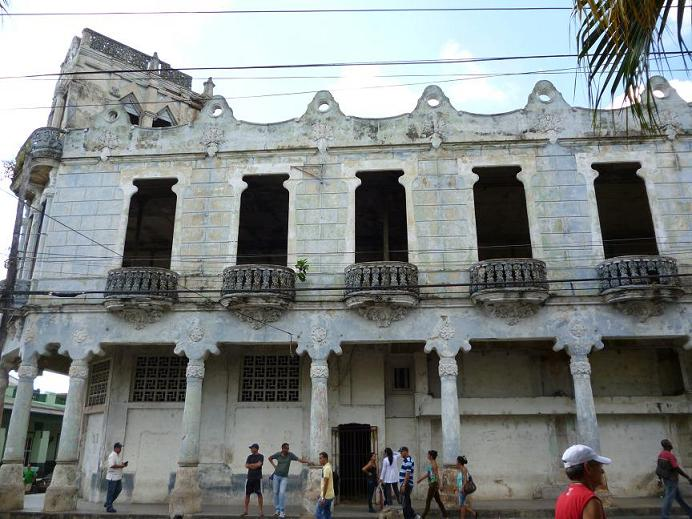

Il comune ospita alcuni edifici importanti a livello culturale e storico. Il Teatro José Jacinto Milanés, realizzato in stile neoclassico, costituisce uno degli otto grandi teatri costruiti durante il periodo coloniale e risale al XIX secolo. Il Museo de Ciencias Naturales ospita una delle collezioni più fornite sulla storia della fauna e della flora dell’isola, risale al XX secolo ed è ubicato all’interno del Palacio de Guasch. Il Palacio de los Matrimonios, in stile eclettico, è un ulteriore esempio di edificio emblematico della città all’interno del quale è possibile assistere occasionalmente ad un matrimonio tipicamente cubano.